# Flower and Snake
Flower and Snake (en japonés: 花と蛇, en español: Flor y Serpiente), también conocida como Flowers and Serpents (1974) es una película japonesa de drama erótico protagonizada por Naomi Tani, dirigida por Masaru Konuma y producida por Nikkatsu. Basada en una novela de Oniroku Dan (nacido en 1931), uno de los autores de literatura erótica más reconocidos de Japón, Flower and Snake fue la primera de una serie de películas de la compañía Nikkatsu en abordar un tema de sadomasoquismo junto a Wife to Be Sacrificed (también dirigida por Konuma en 1974 y protagonizada por los mismos protagonistas femeninos y masculinos).
En un esfuerzo por evitar la bancarrota, Nikkatsu, el estudio cinematográfico más antiguo de Japón, ingresó en el mundo del cine erótico blando en 1971 con su popular y críticamente alabada serie Roman Porno. Sin embargo, 1974 fue otro año difícil para el estudio, sin éxitos reales de taquilla.
Desde finales de la década de 1960, Naomi Tani empezó a ser reconocida como la "reina del cine erótico sado" en Japón. Nikkatsu había intentado reclutar a Tani para actuar en su serie Roman Porno durante años, pero siempre se había negado porque el estudio había sido reacio a ingresar al género del sadomasoquismo, que era la especialidad de Tani. Tani finalmente accedió a unirse al estudio con la condición de que su primera película se basara en la novela de Oniroku Dan Flower and Snake.

## Sinopsis
Makoto Katagiri (Yasunori Ishizu) es un hombre de 30 años que vive con su madre Miyo (Hiroko Fuji), que opera un negocio de fotografía pornográfica especializada en contenido sadomasoquista. Cuando era niño, Makoto disparó y mató a un soldado estadounidense negro a quien encontró teniendo relaciones sexuales con su madre. El incidente dejó a Makoto psicológicamente traumatizado e impotente, y como tal, su madre y su grupo de trabajo tratan a Makoto como un niño. A pesar de esto, Makoto ha desarrollado un gran interés en el sadomasoquismo.
Senzô Tôyama (Nagatoshi Sakamoto) es el propietario anciano de la empresa para la que trabaja Makoto, y también tiene interés en el sadomasoquismo. Sin embargo, su nueva esposa Shizuko (Naomi Tani) se niega a dejar que Senzô la ate o incluso la vea bañarse; en lugar de eso, expresa sus frustraciones y necesidades a su sirvienta Haru (Hijiri Abe), obligándola a satisfacer sus necesidad sadomasoquistas. Después de encontrar algo de pornografía en el escritorio de Makoto, Senzô cita a Makoto y le ordena "entrenar" a su esposa para que ella se someta a sus deseos. Después de algunas dudas, Makoto accede.
Mientras está en la ciudad, Senzô droga el té de Shizuko con pastillas para dormir, lo que le permite a Makoto irse con ella en su vehículo. En el camino a casa, Makoto se detiene en un campo e intenta violar a la semiconsciente Shizuko, pero su excitación provoca una alucinación del soldado negro que mató, obligándolo a detenerse. En casa, Shizuko se despierta y se encuentra atada y pide ayuda, atrayendo la atención de Miyo. En lugar de ayudar a la mujer, Miyo parece complacida con las acciones de su hijo y lo alienta a violar a Shizuko. Cuando él dice que no puede porque ella es demasiado bella, Miyo sugiere que Makoto le dé un enema a Shizuko para superar esa impresión. Él lo hace, y después descubre que puede excitarse sin problemas. Viola a Shizuko mientras su madre escucha fuera de su habitación.
Makoto informa su progreso a Senzô regularmente, proporcionando cintas e incluso evidencia física del entrenamiento continuo de su esposa. Sin embargo, también se encuentra apegado a Shizuko. Makoto regresa a casa un día y descubre que su madre y su grupo de trabajo han estado torturando a Shizuko mientras él estaba en el trabajo. El hombre se enoja, ordenándoles que no la toquen a menos que él esté presente. Shizuko se encuentra cada vez más a gusto con su situación y con Makoto, y luego le pregunta si la protegerá; él dice que sí y que quiere pasar el resto de su vida con ella. Él le dice esto a su madre, y cuando ella se opone, él responde enojado, insultándola.
Un día, Makoto regresa a casa y encuentra a Shizuko atada y siendo utilizada por el soldado negro de sus sueños. Retrocede horrorizado cuando el hombre se levanta para atacarlo. Entonces su madre interviene, pagándole al hombre, y le revela que organizó la escena con una apariencia parecida para volver a Makoto impotente una vez más. Makoto intenta volver a tener sexo con Shizuko, desesperado cuando descubre que su impotencia ha vuelto. A pesar de esto, él la sigue entrenando, incluso la lleva afuera a dar un paseo. Más tarde, los dos van a ver una película pornográfica, que presenta a un hombre negro que se parece al soldado de los sueños de Makoto. Incómodo al principio, Makoto comienza a recordar el incidente de su infancia en detalle, finalmente recordando que fue su madre la que disparó al hombre, no él. Muy contento, Makoto llama a su madre desde una cabina telefónica pública para decirle que ha recordado la verdad, dejándola escuchar mientras tiene relaciones sexuales con Shizuko durante la llamada.
Finalmente, Senzô llega para reclamar a su esposa. Makoto se sorprende cuando Shizuko se mueve al lado de su esposo con entusiasmo. Él le pide a ella que se divorcie de él para que puedan casarse, pero ella se niega, diciendo que ahora está feliz con Makoto. Sin embargo, ella le ofrece dejarlo ir con los dos, y aunque vacilante, Makoto acepta. Miyo le ruega a su hijo que no vaya, pero los tres se van en el vehículo de Senzô.

## Reparto
- Naomi Tani - Shizuko Tôyama
- Nagatoshi Sakamoto - Senzô Tôyama
- Yasunori Ishizu - Makoto Katagiri
- Hiroko Fuji - Miyo Katagiri
- Akira Takahashi
- Hijiri Abe - Haru